# Hồ Roopkund
Hồ Roopkund hay còn gọi là Hồ Xương Người (dân bản địa còn gọi là "hồ Huyền bí") là một hồ băng cao ở bang Uttarakhand của Ấn Độ, nằm trong lòng khối núi Trishul và nổi tiếng vì có hàng trăm bộ xương người đã được tìm thấy tại bờ hồ. Vị trí của hồ không có người sống và nằm trong dãy Himalaya ở độ cao khoảng 5.029m (16.499 feet). Hồ được bao bọc bởi các sông băng và những ngọn núi phủ đầy tuyết, cho nên nó trở thành một điểm đến hấp dẫn.

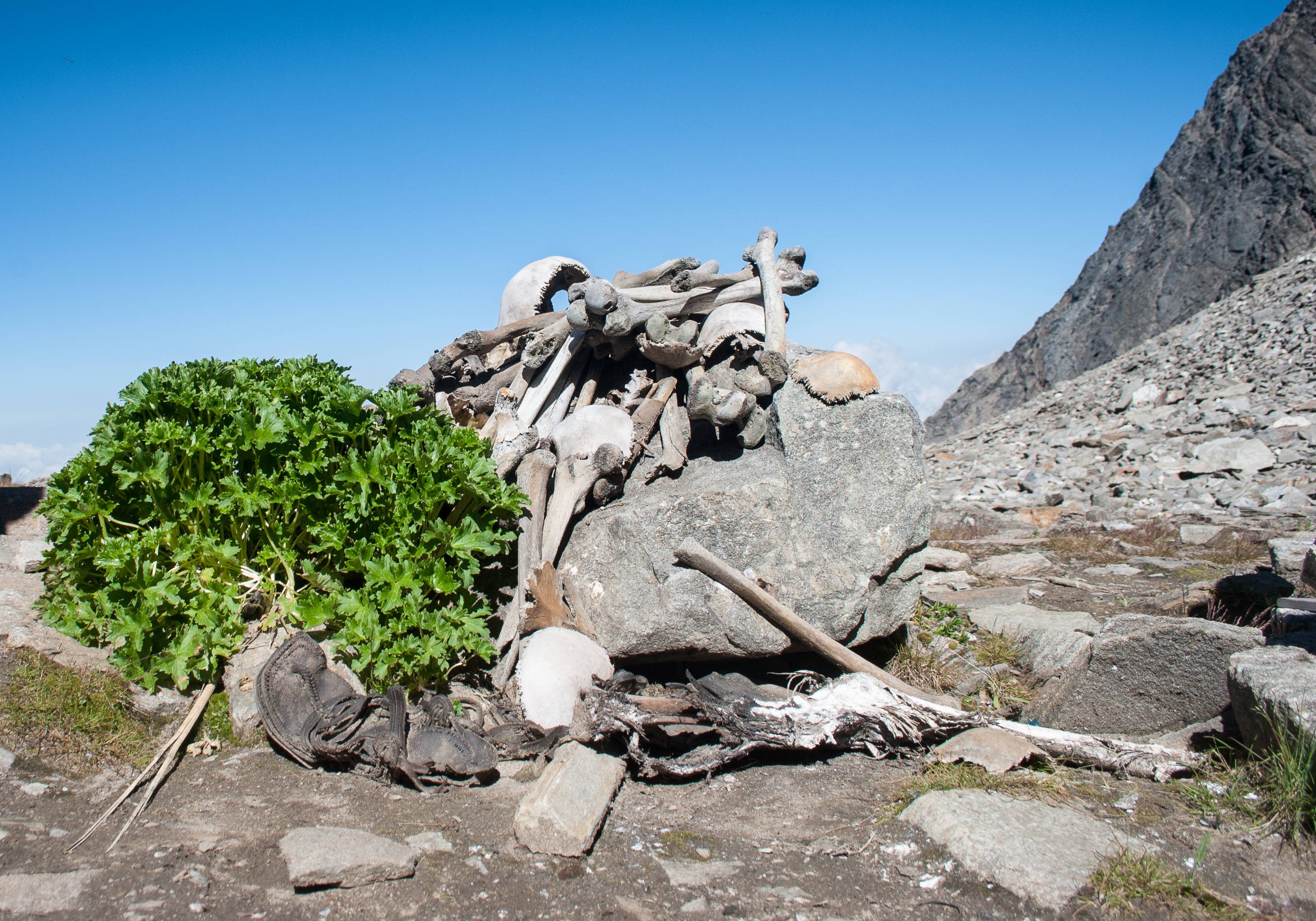
Human Skeletons in Roopkund Lake

Hồ Roopkund là hồ cạn, có độ sâu khoảng 2m và thu hút được sự chú ý bởi dưới đáy của nó có nhiều bộ xương người mà vẫn còn có thể dễ dàng nhìn thấy khi tuyết tan. Đã có nhiều giả thuyết và ý kiến, cả tôn giáo lẫn khoa học thuần túy, nhằm giải thích về nguồn gốc của những bộ xương từ thế kỷ thứ 9 này.

## Phỏng đoán nguyên nhân của sự bí ẩn
Bí ẩn lòng hồ Roopkund nhanh chóng là chủ đề nóng trên toàn thế giới. Vốn dĩ nằm ở độ cao hơn 5000m, không có người sinh sống việc có hơn 800 bộ xương người trong lòng hồ mênh mông giữa trời là điều khó tưởng tượng. Sức hút về sự bí ẩn của nó lớn hơn khi phần nhỏ thời gian trong năm băng tan cảnh tượng này chỉ hiện ra một lần.

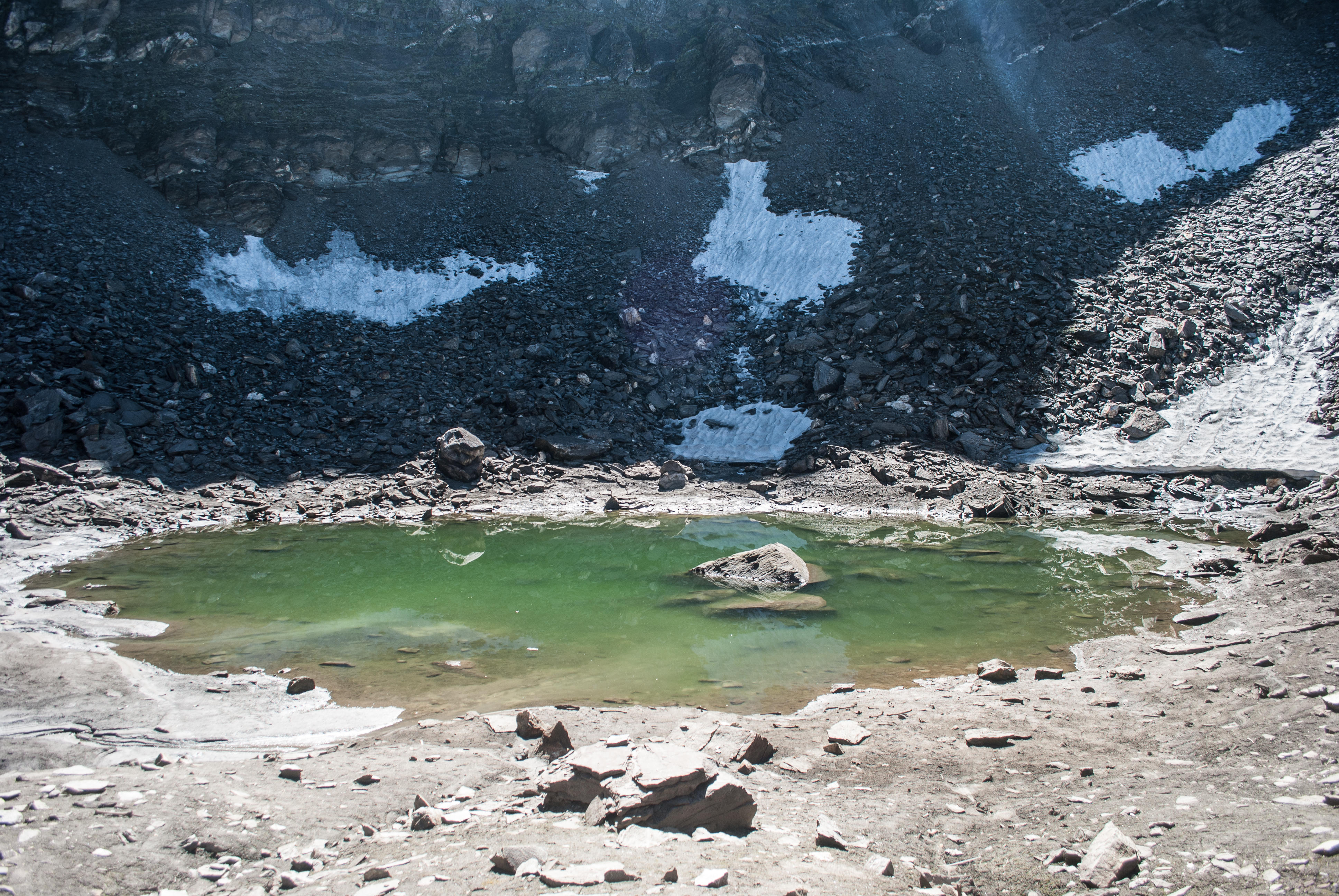
Roopkund Lake

Song song đó đã xuất hiện nhiều truyền thuyết huyền bí quanh hồ Xương.Một trong truyền thuyết kể rằng vào thời xưa, Vua nước Kannaji cùng hoàng hậu, con cái, cận thần kéo nhau lên núi Hymalaya mở tiệc ăn uống linh đình. Việc này đã xúc phạm đến nữ thần Nandadevi vì đỉnh núi Hymalaya là nơi linh thiêng không được hưởng lạc. Tức giận nữ thần đã giáng xuống trận mưa đá nơi mà nhà Vua hỗn xược kia đang tổ chức tiệc linh đình. Trận mưa đá đã giết chết hết mọi người trong bữa tiệc và chôn vùi xác họ trong lòng hồ Roopkund qua hàng ngàn năm còn lại những bộ xương này.

## Khám phá của các nhà khoa học
Sức hút bí ẩn của những bộ xương người hàng ngàn năm tuổi này quả là đáng kinh ngạc với các nhà khoa học.Lên đường giải mã sự bí ẩn các nhà khoa học đã nghiên cứu khám phá.Do điều kiện khó khăn(khí hậu, thời tiết)nên việc nghiên cứu chỉ dừng lại ở mức quan sát, khám phá hồ xương vào mùa băng tan. Mãi tới nam 2003 các nhà khoa học của các nước Ấn Độ, Đức và Mỹ mới tiến hành quay phim nghiên cứu ở lòng hồ.Năm 2007 với các phương tiện kĩ thuật hiện đại, các nhà khoa học đã đi đến kết luận và những bí ẩn của hồ Xương người dần hé lộ

## Giải mã bí ẩn
Sau khi khảo sát kỹ các bộ xương người, các nhà khoa hoc phát hiện ra một số vòng đeo tay bằng thủy tinh, nhẫn, hài bằng da và gậy trúc, không có vũ khí của quân đội.
Kiểm tra thi thể hài cốt tại hiện trường các nhà khoa học nhận thấy rằng phía trên đầu các hài cốt này đều có vết nứt khá sâu những vết thương này không được gây ra bởi lở tuyết hay lở núi gây ra mà là do vật thể hình tròn đánh trú̀ng.Từ đó dự đoán bước đầu cho rằng có một trận mưa đá khổng lồ đã xảy ra bất ngờ khiến hơn 800 người trở tay không kịp nên đã chết hoặc bị thương.
Nhưng một câu hỏi nữa được đặt ra họ là những ai và tại sao lại có mặt ở nơi hiểm trở đầy khắc nghiệt này.
Trong 31 bộ xương người còn thấy được đầu, tóc, móng tay chân được đưa về trung tâm nghiên cứu phân tử sinh học của Ấn Độ
kiểm nghiệm DNA.Sau khi phân tích các nhà khoa học phát hiện ra điều kì lạ là trên đầu của những người này đều có miếng xương nhỏ nhô ra ngoài trán những đặc điểm này chỉ có ở những cư dân thuộc vùng Maharashtra, miền trung nam Ấn Độ.
Phân tích DNA cho thấy trong 31 bộ xương có 3 mẫu có chuỗi xoắn gen DNA đột biến kì lạ và chưa từng thấy ở nơi khác trên thế giới ngoại trừ nhóm người di dân ở Maharashtra, Ấn Độ.Trong 800 bộ xương ở lòng hồ các nhà khoa học khám phá thêm nhiều chi tiết khá thú vị, 800 bộ xương được chia làm 2 nhóm chính. Một nhóm nhiều bộ xương hơn có khunng xương khá to cho thấy cơ thể của những người này rất cường tráng, to lớn.Nhóm còn lại có khung xương nhỏ hơn và có ít bộ xương hơn.
Kết luận cuối cùng đưa ra rằng: Hơn 800 người nằm dưới lòng hồ Roopkund là người Ấn Độ di cư hành hương lên hồ Roopkund. Những người có vóc dáng nhỏ hơn có thể là cư dân sống quanh đó hoặc người hướng dẫn cho nhóm hành hương này.Nguyên nhân chết hàng loạt không do nhiễm bệnh nào cả mà đều chết cùng một thời điểm, có thế một trận mưa đá khổng lồ có vận tốc vô cùng lớn bất chợ xảy đến làm họ không kịp tìm chỗ ẩn nấp và nhiều người bị chết, số còn lại bị thương nhưng do khí hậu khắc nghiệt đói và rét cũng không chống trọi được lâu.Những bộ xương hơn ngàn năm tuổi này được nguyên vẹn cho đến bây giờ là do được băng tuyết bảo quản ở nhiệt độ thấp của lòng hồ Roopkund.

## Sự lôi cuốn với khách du lịch ưa khám phá
Mặc dù bí ẩn được giải mã nhưng sức hút của hồ xương khổng lồ trên đỉnh Hymalaya có một không hai trên thế giới ngày càng trở nên lôi cuốn hơn, và nhất là khi hồ xương Roopkund chỉ xuất hiện một lần trong năm thực sự là mơ ước được chứng kiến tận mắt đối với người ưa khám phá và cũng là nơi để những giáo dân khắp nơi hành hương cầu nguyên cho hơn 800 linh hồn đã bỏ mạng tại vùng đất linh thiêng và khắc nghiệt này.